# Sylvie Thiébaux
Sylvie Thiébaux est une chercheuse en informatique théorique et une universitaire française. Elle est spécialiste d'intelligence artificielle et professeure à l'université nationale australienne à Canberra. Elle s'intéresse à la planification automatique, au diagnostic et au raisonnement automatisé.

## Biographie
Sylvie Thiébaux est ingénieure, diplômée de l'Institut national des sciences appliquées de Rennes en 1991. Elle réalise un master en sciences à l'Institut technologique de Floride en 1992, puis soutient une thèse de doctorat en informatique à l'université de Rennes 1 en 1995.
Elle effectue ensuite des recherches à l'Institut national de recherche en informatique et en automatique (INRIA) en France et au Commonwealth Scientific and Industrial Research Organisation (CSIRO) en Australie. Elle a dirigé les laboratoires du NICTA à Canberra et a travaillé au ANU College of Engineering and Computer Science (en). Elle a présidé l'International Conference on Automated Planning and Scheduling (ICAPS).
Elle est chercheuse et professeure à l'université nationale australienne, à Canberra.
Elle est co-rédactrice en chef de la revue Artificial Intelligence (AIJ)

## Distinctions
- 2020 : Fellow de l'Association for the Advancement of Artificial Intelligence (AAAI).